# Estación de Bilbao Intermodal
La estación de Bilbao Intermodal, anteriormente conocida como Termibus, es la principal terminal de autobuses de la villa de Bilbao (España), donde se ofrece la totalidad de las líneas interurbanas de largo recorrido que operan en la ciudad, además de numerosas líneas del servicio público provincial Bizkaibus con origen y destino en la ciudad.
La instalación, completamente soterrada, forma parte del intercambiador de San Mamés, el cual engloba también servicios ferroviarios de Renfe Cercanías y el metro de Bilbao (nivel subterráneo), además del tranvía de Bilbao y de varias líneas de autobús urbano del servicio Bilbobus (en superficie), facilitando la intermodalidad entre todos ellos. La terminal es, asimismo, el principal punto de acceso por transporte público al Aeropuerto de Bilbao mediante la línea A3247 de Bizkaibus, la cual cubre el servicio cada 15 minutos, con una duración del trayecto de 15 minutos.
Las obras de construcción de la nueva estación de Bilbao Intermodal concluyeron a finales de octubre de 2019 y cuenta con cuatro plantas bajo rasante, 30 dársenas y más de 500 plazas de aparcamiento. La estación es de titularidad municipal y fue construida por la empresa adjudicataria Amenabar a cambio de "una parcela en especie y la explotación de la propia estación y su aparcamiento durante los próximos cuarenta años". Posteriormente, a principios de 2023 la firma Amenabar vendió a Azora Capital la concesión de la estación de autobuses y el parking subterráneo.
Su fecha de reinauguración fue el 27 de noviembre, entrando en servicio dos días después. La nueva plaza urbana generada con el soterramiento de la estación estuvo finalizada de forma íntegra para la ciudadanía en febrero de 2021.

## Historia

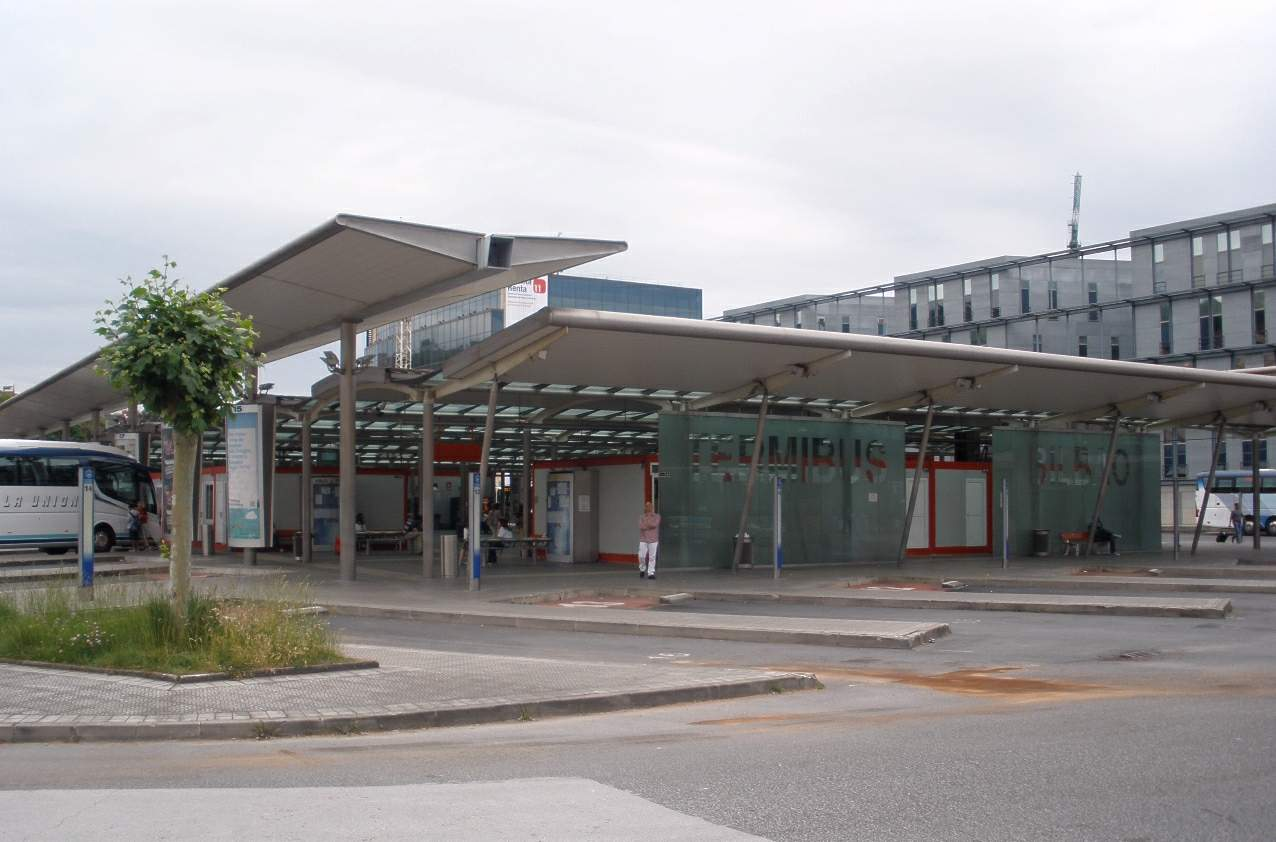
Antigua Termibus

La terminal de autobuses se empezó a construir a mediados de los años 90 en el antiguo campo de fútbol de Garellano para ser una estación provisional, debido a las numerosas obras, compañías de autobuses y las diversas paradas de autobús en la capital vizcaína, así como por el creciente número de pasajeros y la afluencia de numerosas marcas comerciales de transporte por carretera. En principio, y debido a esa supuesta provisionalidad, se quiso hacer una solución sencilla colocando una lona para protegerse en los días de lluvia, pero debido a los problemas que esta acarreó con sus roturas se decidió que la estación de autobuses Termibus fuese sometida a una gran reforma para ser una estación permanente durante unos años más en ese lugar estratégico de Bilbao. 
El arquitecto inglés Nicholas Grimshaw fue el encargado de desarrollar la obra definitiva de Termibus, basada en una estructura sencilla abierta con paradas perimetrales y cubierta por marquesinas semicurvas. Constructivamente Grimshaw utilizó materiales nobles como el acero inoxidable y el vidrio templado.

### Proyecto de la nueva terminal

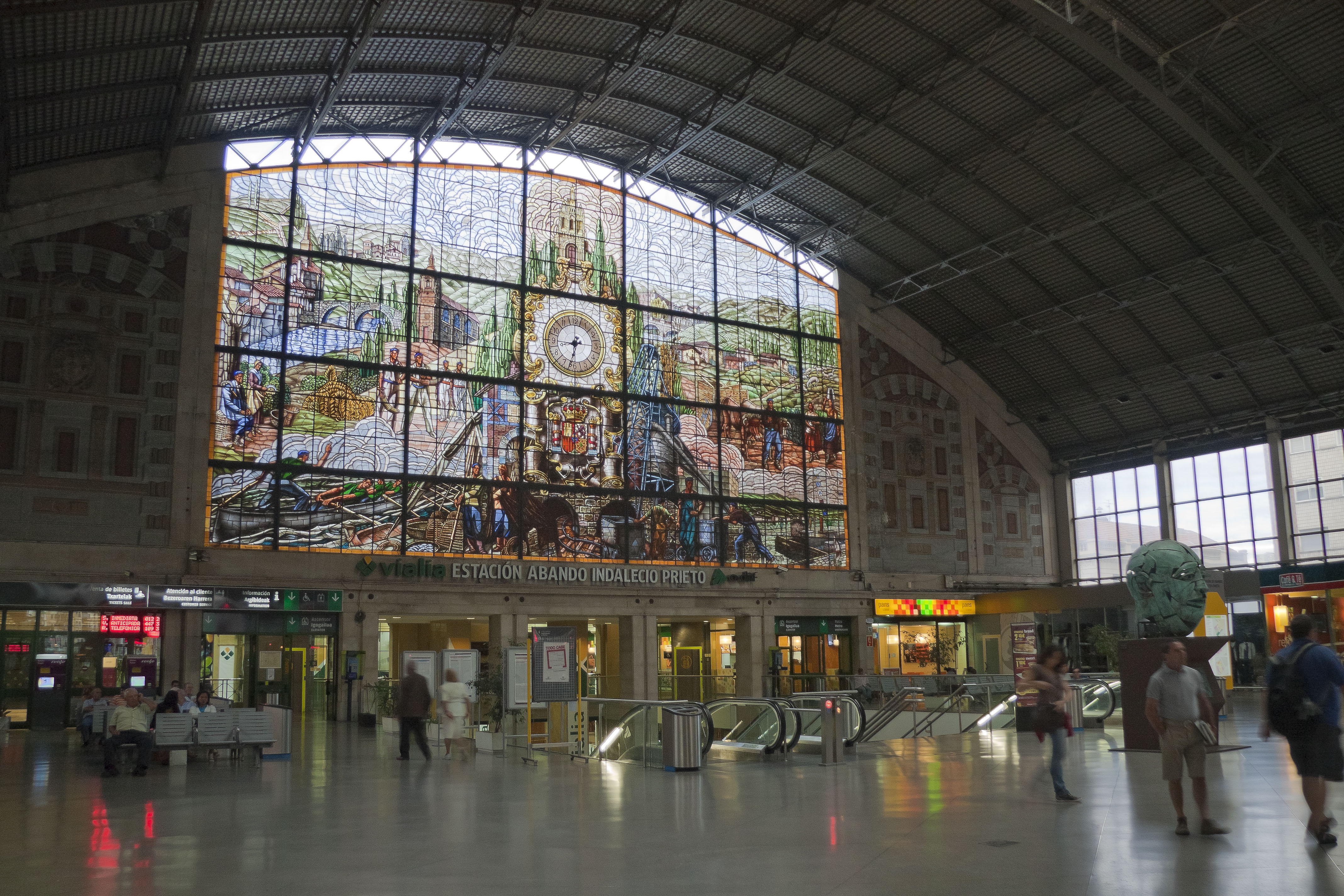
Estación de Abando Indalecio Prieto, previsión inicial de ubicación de Bilbao Intermodal

Posteriormente, con la propuesta de construcción de la nueva Estación Intermodal de Abando se previó que la terminal de autobuses sería trasladada allí, un lugar más céntrico y conectado con todos los medios de transporte de Vizcaya.
Sin embargo, finalmente en febrero de 2012 se aprobó el proyecto de una nueva terminal, permaneciendo en la misma ubicación, pero soterrada, despejando en su superficie una zona de expansión de 5000 metros cuadrados.
En enero de 2015, el por entonces alcalde de la villa Ibon Areso señaló que la decisión de adjudicar las obras se trasladó al gobierno municipal que resultara elegido tras las elecciones del mes de mayo.
El 3 de septiembre de 2015, se anunció que el Ayuntamiento de Bilbao adjudicaría la construcción de la nueva terminal de autobuses durante dicho mes, siendo en octubre cuando se pondría en marcha el reloj de los plazos de ejecución de la obra, cuya finalización se estimó para 2017.
Finalmente, el 11 de diciembre el alcalde de Bilbao, Juan Mari Aburto, desveló que la nueva Termibus se adjudicaría el 22 de diciembre, siendo el siguiente paso redactar el proyecto para iniciar las obras en 2016.
El 23 de diciembre, la junta de gobierno aprobó la adjudicación del proyecto de la nueva Termibus a las empresas Construcciones Amenabar y Excavaciones Viuda de Sainz con un proyecto elaborado por los estudios de Arquitectura de I. Aurrekoetxea eta Bazkideak (Iñaki Aurrekoetxea Arquitecto) y de Arkigest (Iskander Atutxa Arquitecto). La nueva terminal soterrada tendría tres plantas bajo rasante y un edificio de hasta 14 pisos como máximo en superficie en el que convivirían un gimnasio, un hotel, una residencia de estudiantes y un centro comercial. Las obras comenzarían en 2016, estando operativa en 2018.

### Estación provisional

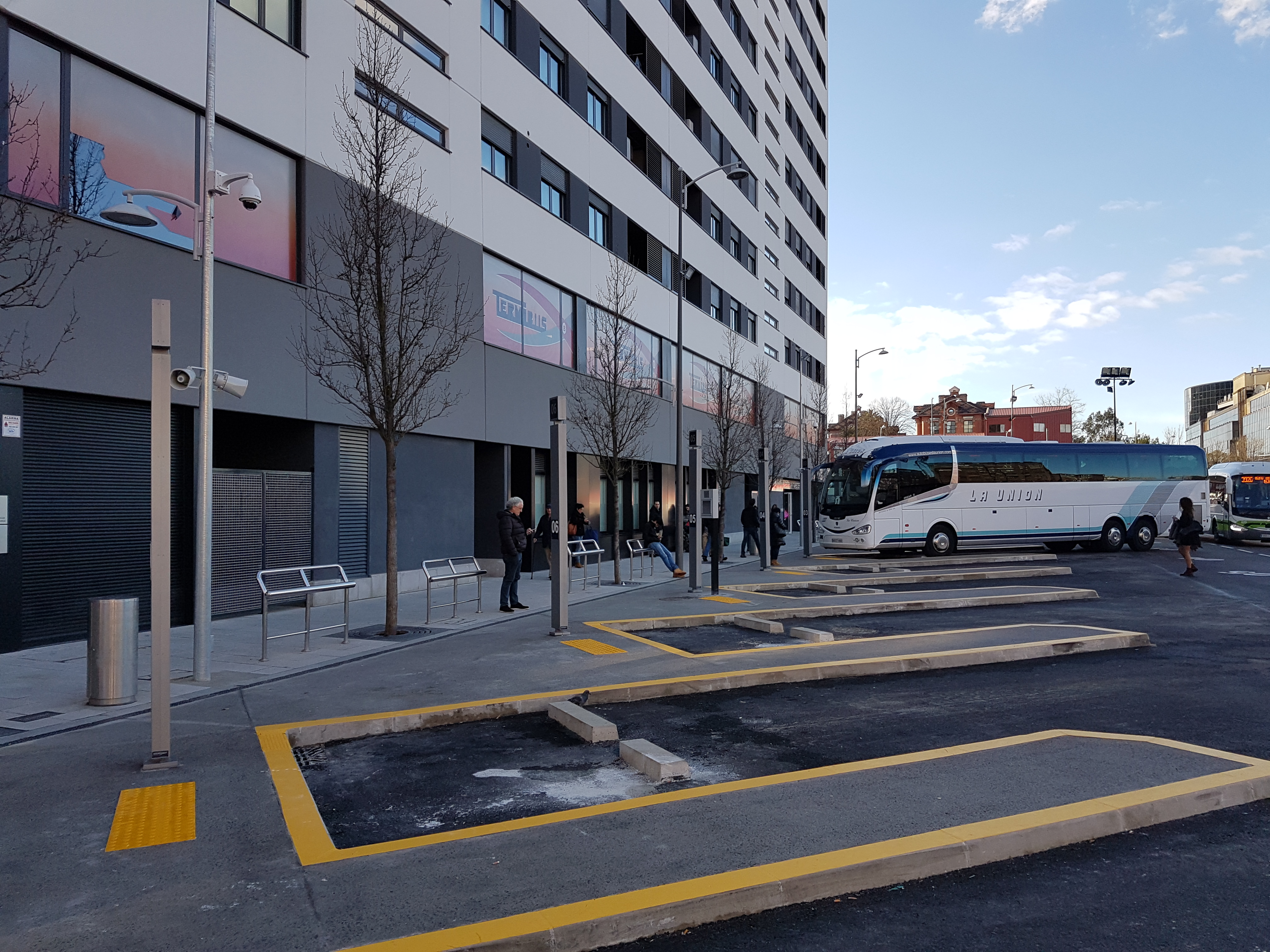
Antigua estación provisional ya demolida, en cuya parcela se erigió la construcción de Anboto Dorrea, quinta y última torre del complejo de edificios de Garellano

Simultáneamente a las obras, una estación provisional de autobuses entró en funcionamiento en una parcela anexa a Termibus, junto a las torres de Garellano. Ocupó un espacio para 20 dársenas, frente a las 23 anteriores, y los autobuses accedían por Gurtubay para salir después por Luis Briñas. El concejal de Obras, Servicios, Rehabilitación Urbana y Espacio Público, Ricardo Barkala, fechó en otoño de 2016 el traslado de la estación, que estaría operativa durante año y medio, hasta la construcción de la intermodal soterrada.
El 4 de julio de 2016, fue presentado el Plan Especial en el Consejo Asesor de Planeamiento Urbanístico confirmándose que la nueva estación intermodal de Garellano y su aparcamiento subterráneo con 500 plazas se pondrían en marcha a principios de 2018, dispondría de cuatro plantas bajo rasante para la terminal y un aparcamiento de rotación y un máximo de once alturas para el edificio de servicios, que contaría con zona comercial, gimnasio, hotel y residencia de estudiantes.
Tras un retraso en las obras, el ayuntamiento de Bilbao trasladó Termibus a la estación provisional el 25 de febrero de 2017.
El 2 de diciembre de 2019, tras la inauguración de la nueva estación soterrada cinco días antes, comenzó el desmantelamiento total dando paso a la construcción de Anboto Dorrea.

### Desmantelamiento y soterramiento
El 18 de mayo de 2017 se dio por iniciada la fase determinante en la construcción de la nueva estación. La concejalía de Obras y Servicios arrancó dicho día con los trabajos de desmantelamiento de los tinglados de la antigua estación. La operación de retirada, de seis semanas de duración, fue el paso previo a la excavación de cuatro sótanos para construir la Termibus definitiva.

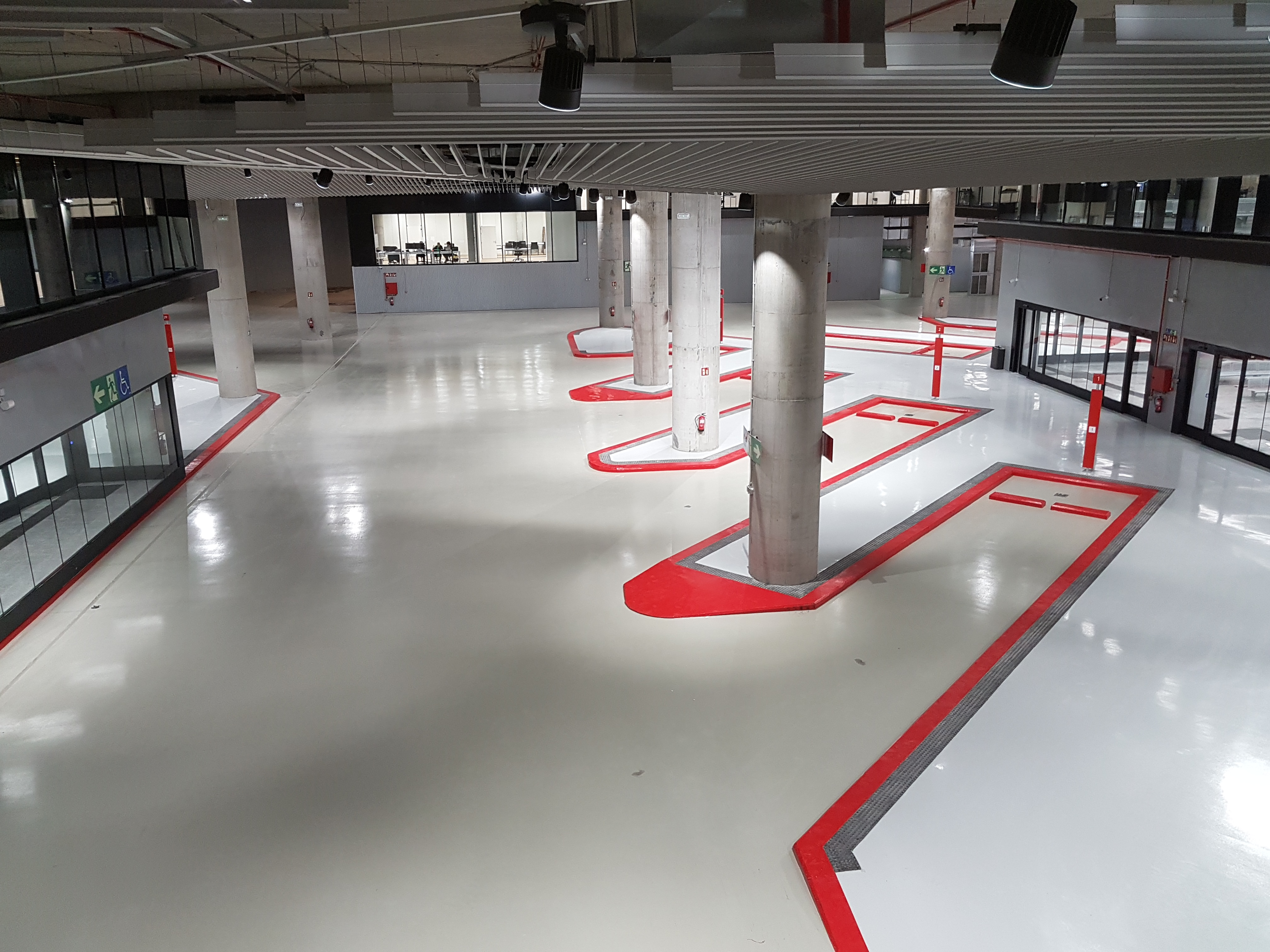
Dársenas en la planta -2

El 30 de junio, el alcalde de Bilbao, Juan Mari Aburto, presentó el proyecto de la estación soterrada, previendo cinco millones de viajeros al año, y anunciando que las obras de soterramiento propiamente dichas arrancarían en agosto y durarían dieciocho meses, cuatro años máximo respecto de la construcción sobre rasante. El 9 de octubre el Ayuntamiento de Bilbao dio luz verde a las obras de excavación de la nueva Termibus, haciéndose efectivo el inicio de dicha fase el 2 de noviembre. En mayo de 2018 se inició la fase final de la excavación, la más compleja, durando cuatro meses, a un año de la finalización de las obras.
El 15 de agosto se anunció que la excavación del gran vaso de la nueva Termibus subterránea había tocado fondo, mientras que para el 8 de diciembre ya llegaba a ras de suelo y confirmaba el estreno de sus dársenas en mayo de 2019. Para el 14 de febrero ya se había construido la rampa de acceso para los niveles inferiores de la estación hacia la calle Gurtubay, utilizada circunstancialmente por los camiones que extraían el material de excavación de las obras, pero usada como itinerario definitivo de los autobuses a la hora de abandonar la terminal, siendo su entrada por la calle Luis Briñas. Simultáneamente, el concejal de Obras, Servicios, Rehabilitación Urbana y Espacio Público del Ayuntamiento de Bilbao, Asier Abaunza, indicaba que se seguía trabajando con la fecha de finales de mayo para finalizar la obra civil y que la estación entraría en funcionamiento en el último trimestre del año.

El 6 de julio Aburto anunció el estreno de Termibus en el mes de octubre, realizándose las pruebas y el certificado de todas las instalaciones durante los meses previos de agosto y septiembre. Asimismo, la obligatoriedad de la finalización y operatividad a partir de dicho mes vino determinada, por un lado, por el contrato firmado entre el ayuntamiento y la concesionaria, y por otro, por la salida obligada de la parcela de la estación provisional también por contrato entre la sociedad Bilbao Ría 2000 y el Grupo Arrasate, levantando este último seguidamente la quinta y última torre de Garellano diseñada por el arquitecto británico Richard Rogers. Sin embargo, la obra se alargó hasta final de mes y obligó a posponer su apertura tras las elecciones del 10 de noviembre. A pesar de ello, la constructora no tuvo penalización por la demora de la nueva Termibus.
Las obras de construcción de Bilbao Intermodal, su denominación oficial, concluyeron a finales de octubre de 2019, siendo inaugurada finalmente el 27 de noviembre y entrando en servicio dos días después, el viernes 29 de noviembre.

#### Plano de accesos

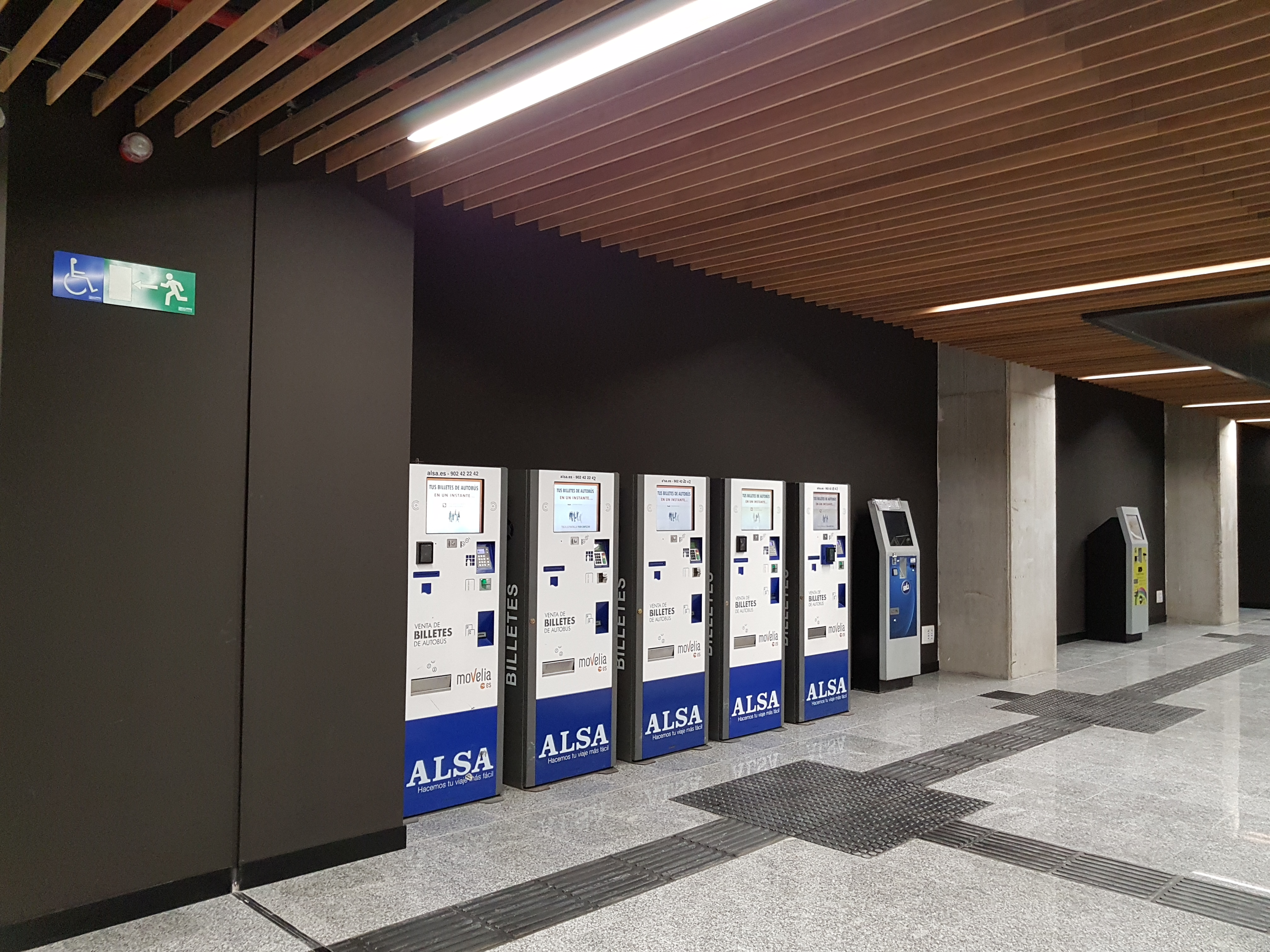
Máquinas expendedoras de billetes en la planta -1

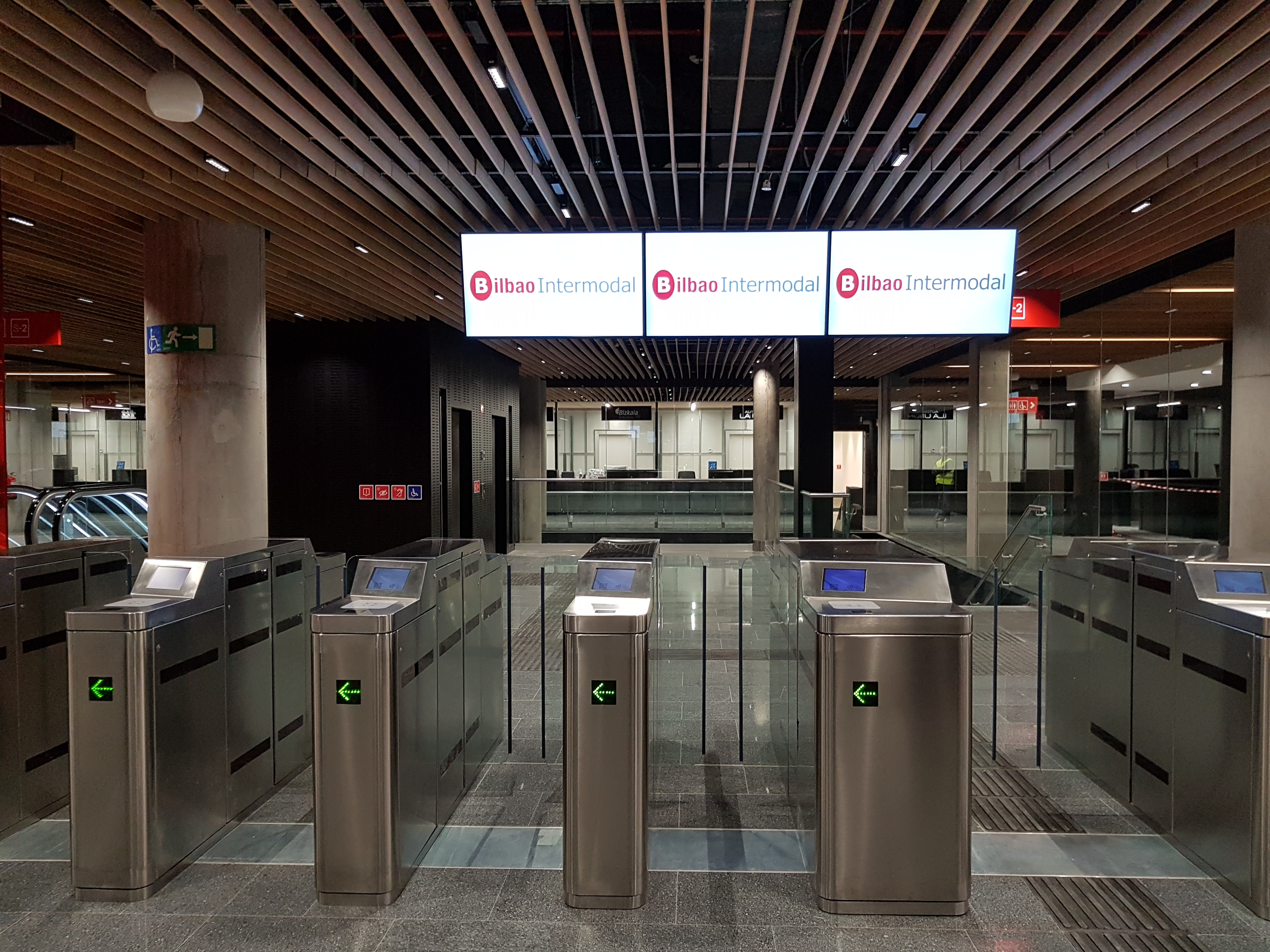
Canceladoras en la planta -1

Una vez finalizada la nueva estación su distribución fue la siguiente:
- Planta 0. La planta baja tiene una entrada a la estación de 700 metros cuadrados de acceso y servicios, a los que se sumó, una vez concluido el edificio superior, una superficie comercial, un hotel, un gimnasio y una residencia de estudiantes.

- Planta -1. En la planta -1 están ubicados los principales servicios de la estación. Una mezzanine acristalada con vistas a la planta -2 hace las funciones de distribuidor hacia los diferentes espacios: taquillas, canceladoras de billetes, bar, consignas, oficinas, zona comercial, sala de control, zona logística e instalaciones y la conexión intermodal con el Intercambiador de San Mamés, que a su vez alberga Metro y Renfe Cercanías.

- Planta -2. Acoge las 30 dársenas de la estación, ubicadas en torno a un espacio central, acristalado y aislado para proteger de humos y ruidos. A esta cápsula de espera se accede con 30 minutos máximo de antelación a la salida del autobús,[53] utilizando un código QR impreso en el propio billete o la tarjeta Barik.

- Planta -3. Esta planta está dividida en dos partes: una de ellas para la zona de regulación de los autobuses; y, la otra, destinada a un aparcamiento rotatorio con 250 plazas.[10][11]

- Planta -4. Allí se ubican más de 250 plazas de aparcamiento y la zona de regulación de autobuses, construida a doble altura, y que abarca por tanto las plantas -3 y -4.[10][11]

En el diseño de la estación se tuvo en cuenta el futuro crecimiento previsto en el transporte por carretera pudiendo atender hasta un 25% más de autobuses. Por ello el Ayuntamiento dispuso que casi media planta del nivel más profundo, el -4, estuviera destinado también a autobuses.
Bilbao Intermodal utiliza un sistema de geotermia integrado para aprovechar el calor de la tierra y conseguir un ahorro del 40% en el proceso de climatizar sus instalaciones para mantener una temperatura uniforme, alrededor de veinte grados, sea la época del año que sea.
Un centro de control avanzado vigila con 178 cámaras el tránsito de autobuses y viajeros para que no ocurra ninguna incidencia.

### Nuevo edificio

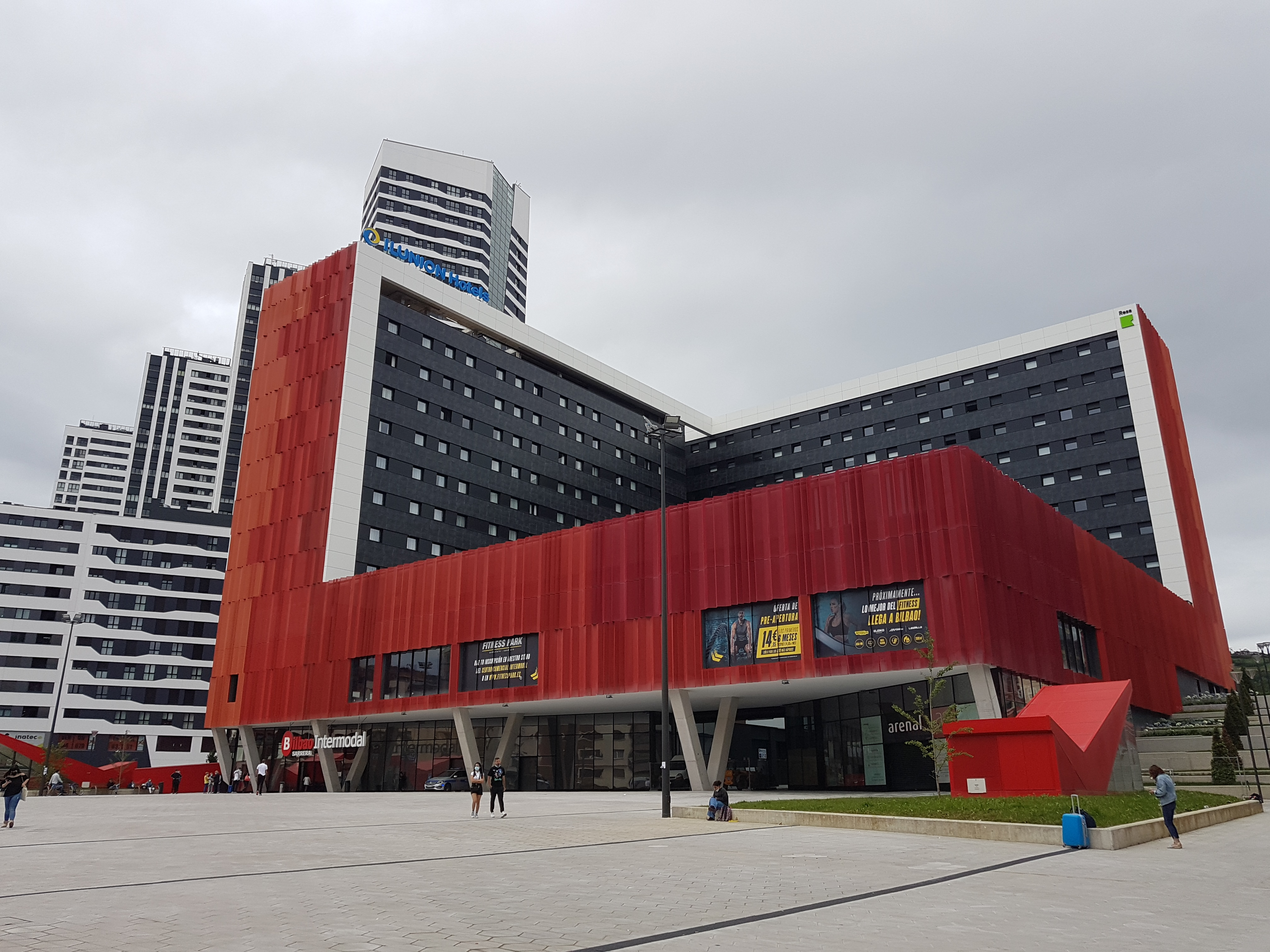
Residencia universitaria Resa San Mamés y Hotel Ilunion San Mamés integrados en el edificio de la estación

El 10 de abril de 2019 se supo que la sociedad concesionaria de la nueva Termibus de Bilbao había solicitado al Ayuntamiento de la villa la aprobación del proyecto constructivo del nuevo edificio que se levantaría por encima de la estación de autobuses soterrada. Un bloque esquinero de once plantas entre las calles Pérez Galdós y Gurtubay que albergaría una residencia de estudiantes, en la fachada que mira al hospital de Basurto, y un hotel, en la parte orientada a los rascacielos de Garellano.
Aunque en un inicio estaba previsto que tardara un tiempo en ser levantado tras la apertura de la estación subterránea y la urbanización de la gran superficie, finalmente no fue así.
La apertura del edificio complementario se realizó por fases entre 2020-2021. Así mismo, el paso peatonal construido en el lateral de la plaza de la Intermodal, entre los edificios de Ingenieros y el construido sobre la estación de autobuses, fijó su apertura el 31 de mayo de 2021.

#### Residencia universitaria Resa San Mamés
El 2 de septiembre de 2020 se presentó a los medios la nueva residencia de estudiantes denominada "Residencia universitaria Resa San Mamés", siendo su apertura oficial el lunes 7 del mismo mes. La residencia cuenta con 900 metros cuadrados de zonas comunes y ofrece 351 plazas dirigidas a satisfacer la demanda de estudiantes universitarios que afianzan a Bilbao como una plaza universitaria.

#### Hotel Ilunion San Mamés
El hotel Ilunion San Mamés, perteneciente a la ONCE, fue inaugurado el 7 de mayo de 2021.

#### Shopping Intermodal
En las plantas inferiores del edificio se ha construido un centro comercial y de ocio que entró en funcionamiento en 2022. Entre su oferta incluye locales de moda, perfumería, restauración y un centro deportivo.

## Servicios

### Líneas regionales, nacionales e Internacionales

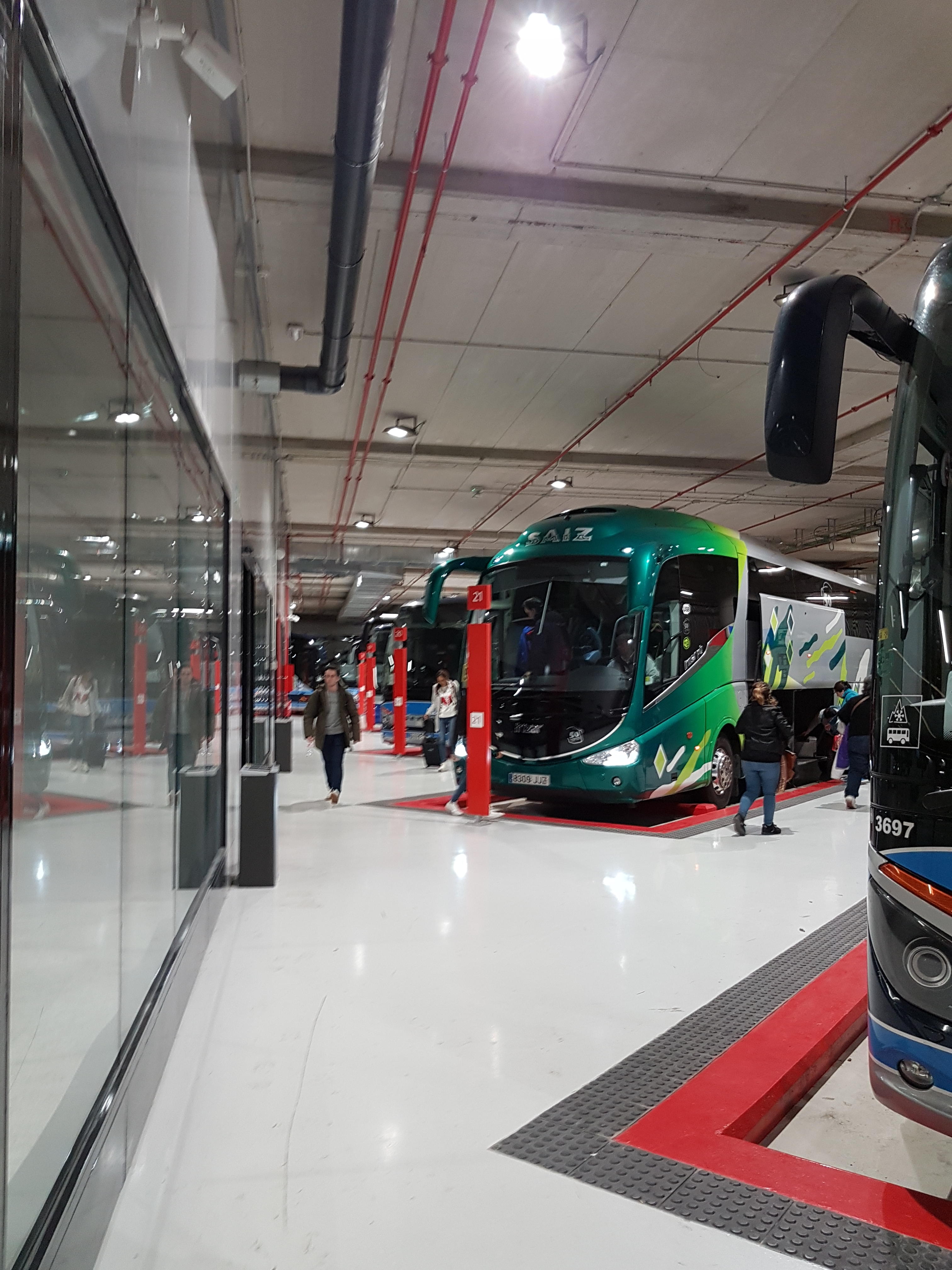

Bilbao Intermodal es el punto de parada de las grandes líneas de autobús interurbanas, de largo recorrido, ofrecidas en Bilbao por las principales operadoras españolas e internacionales del sector.
Por defecto, la estación acoge líneas regulares con alta demanda de pasajeros, tales como las del sistema estatal bus.es Autobuses de España.
Algunas de las líneas que operan en Bilbao Intermodal son: 
- VAC046: Irún - Tuy
- VAC108: Santander - Bilbao - Barcelona
- VAC157: Irún - Madrid
- VAC159: Santiago de Compostela - Gijón - Irún - Barcelona
- VAC213: Santander - Bilbao - La Manga del Mar Menor
- VAC219: Vigo - Barcelona - Irún
- VAC220: Bilbao - Castro Urdiales (Directo) (Línea A)
- VAC220: Bilbao - Castro Urdiales (por N-634) (Línea B)
- VAC234: Irún - Algeciras
- DO01: Bilbao - Zarauz - San Sebastián
- DO03: Bilbao - Zumárraga - Tolosa - San Sebastián
- A3700: Bilbao - Vitoria
- Bilbao - Pamplona
- Bilbao - Logroño

### Bizkaibus

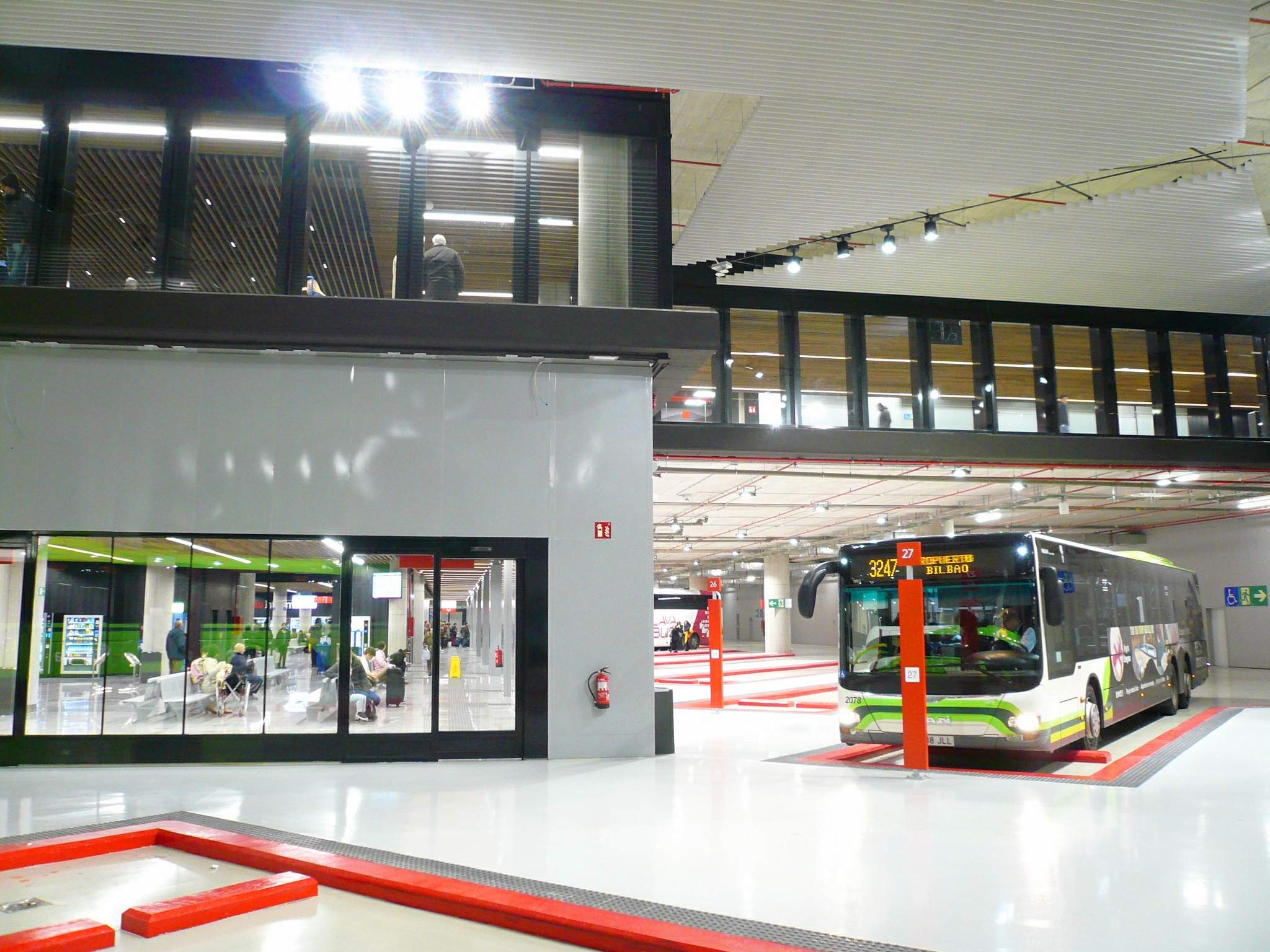
Unidad de Bizkaibus en una dársena de la planta -2

Bizkaibus, el servicio y marca que aglutina las líneas de transporte público provincial subvencionadas por la Diputación Foral de Vizcaya, hace un uso notable de la terminal, pues opera desde allí una quincena de sus rutas. Por lo general, tienen origen y destino en la estación de Bilbao Intermodal aquellos recorridos de Bizkaibus, directos o semidirectos, que unen la capital con municipios vizcaínos alejados, o incluso próximos (líneas de alta frecuencia), que hacen especial uso de vías de alta ocupación, tales como la autopista A-8/AP-8 o la AP-68.
A0
Las líneas actualmente en funcionamiento son las siguientes:
- A0651: Bilbao - Sodupe - Balmaseda
- A2318: Bilbao - UPV/EHU (Leioa) (por autopista)
- A3247: Bilbao - Aeropuerto/Aireportua
- A3341: Bilbao - Sodupe - Arrespalditza
- A3342: Bilbao - Sodupe - Artziniega
- A3343: Bilbao - Sodupe - Gordexola
- A3512: Bilbao - Lequeitio (por autopista)
- A3513: Bilbao - Hospital Galdácano - Guernina - Ea - Lequeitio[68]
- A3523: Bilbao - Hospital Galdácano - Guernica - Aulestia - Lequeitio[68]
- A3915: Bilbao - Durango - Ondarroa (por autopista)
- A3916: Bilbao - Ermua - Ondarroa (por autopista)
- A3923: Bilbao - Durango - Elorrio (por autopista)
- A3926: Bilbao - Ermua - Eibar (por autopista)
- A3927: Bilbao - Lemoa - Zeanuri (por autopista)
- A3930: Bilbao - Galdakao (por autopista)[68][69]
- A3933: Bilbao - Durango (por autopista)

Además de la propia estación central de autobuses, el otro punto destacado de origen y destino de líneas interurbanas de Bizkaibus en Bilbao se encuentra en el conjunto intermodal del barrio de Abando. A lo largo de la calle de Hurtado de Amézaga, junto a la fachada principal de la estación central de ferrocarril de Adif, Abando Indalecio Prieto, otra quincena de rutas del servicio provincial hacen parada frente a distintas marquesinas. Asimismo, varias líneas comarcales de Arratia-Nervión inician su recorrido en la cercana calle de Bailén, frente a la marquesina ubicada ante la estación de ferrocarril de Bilbao Concordia, también parte del céntrico conjunto intermodal. Cabe destacar que, durante las fiestas patronales y otras celebraciones, en las que se ocupa la Plaza de las Mujeres 25 de Noviembre y se retira la marquesina, la parada término de dichas líneas es también trasladada temporalmente a Hurtado de Amézaga, cuyo área destinada a servicios de bus es extendida con ese fin. Al margen de la estación central y Abando, también existen otros puntos de cabecera del servicio, como la Plaza de Moyúa, entre otros.

## Galería de imágenes

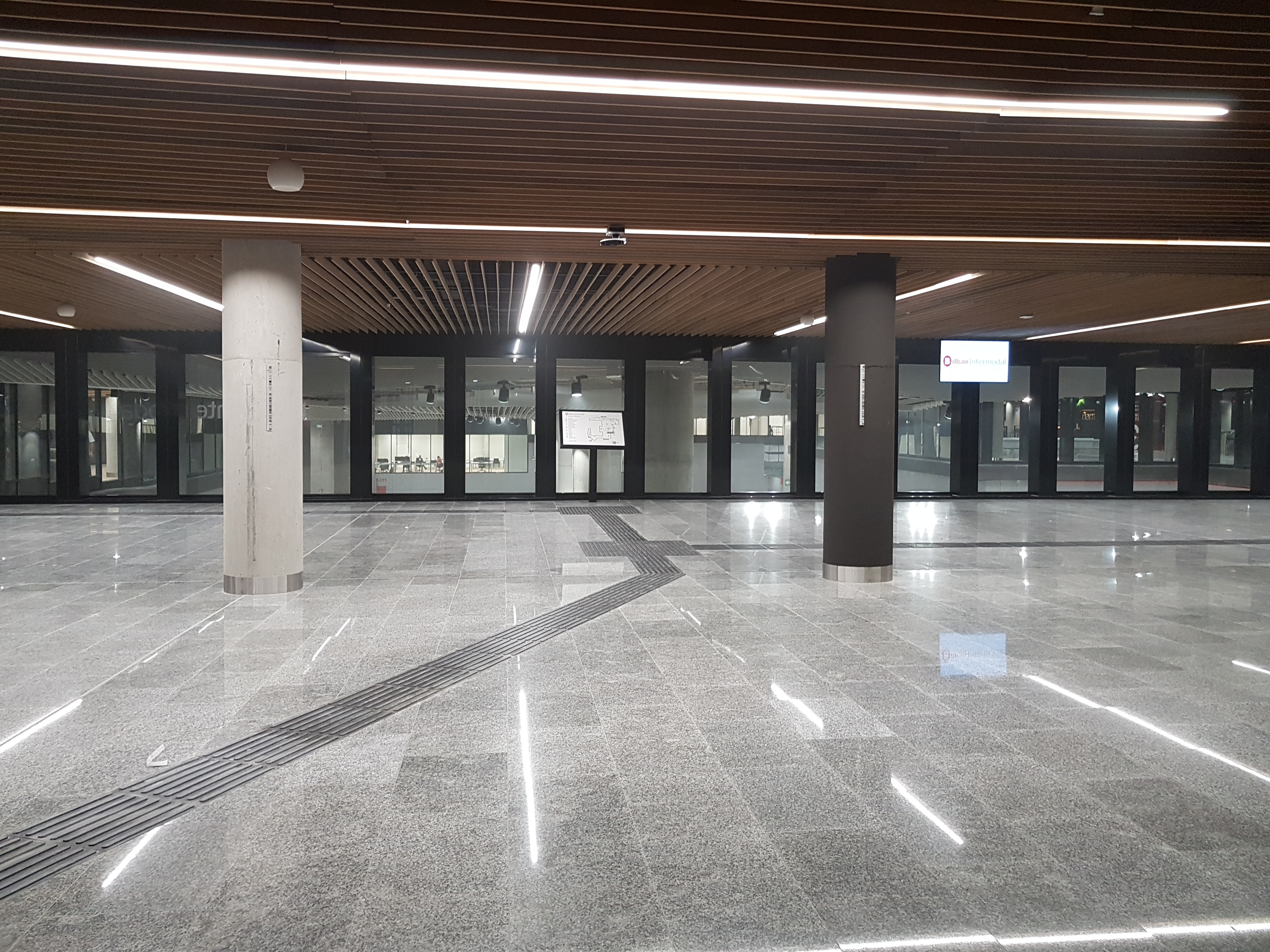
Acceso desde la conexión intermodal con el Intercambiador de San Mamés
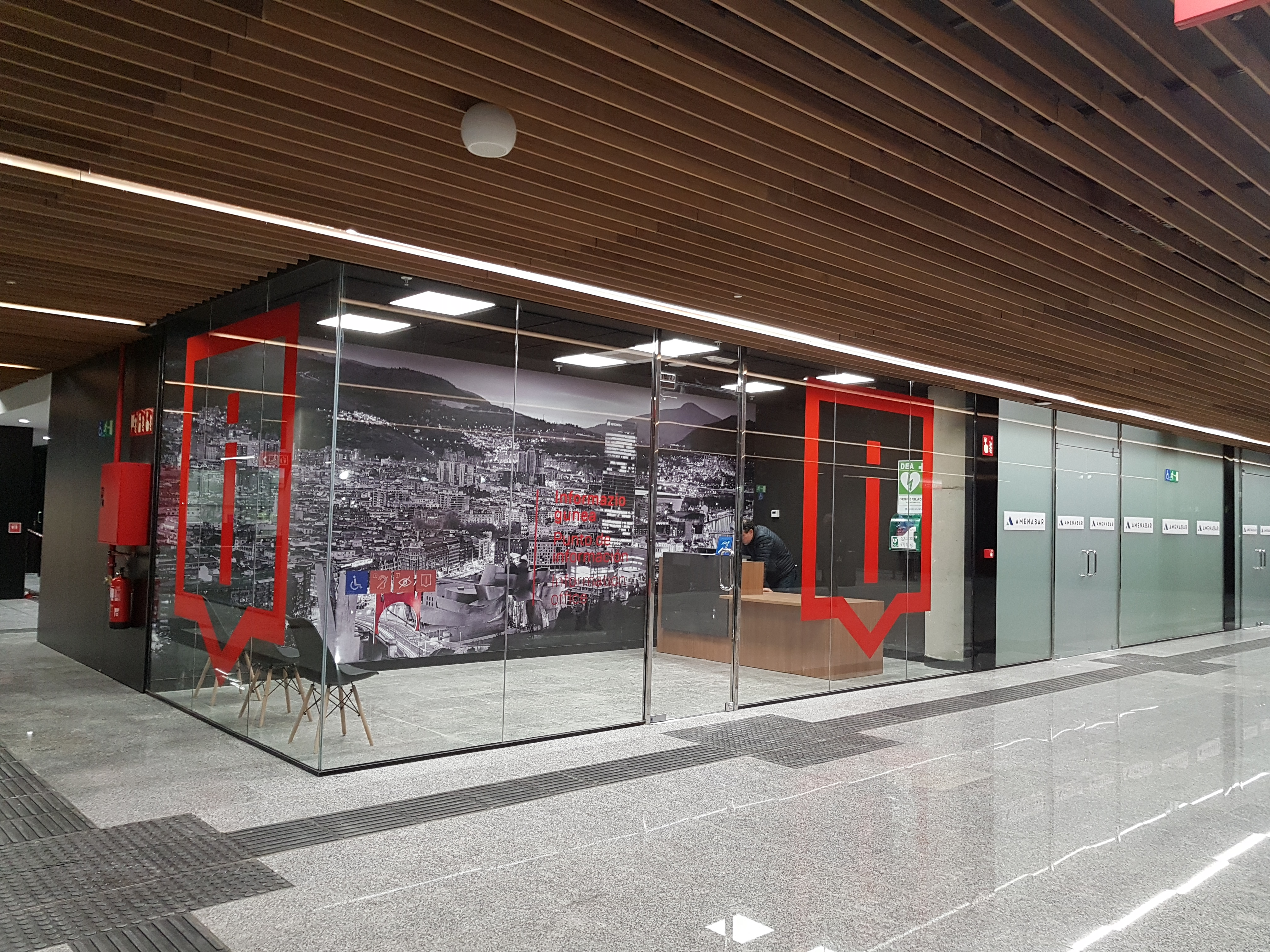
Punto de información
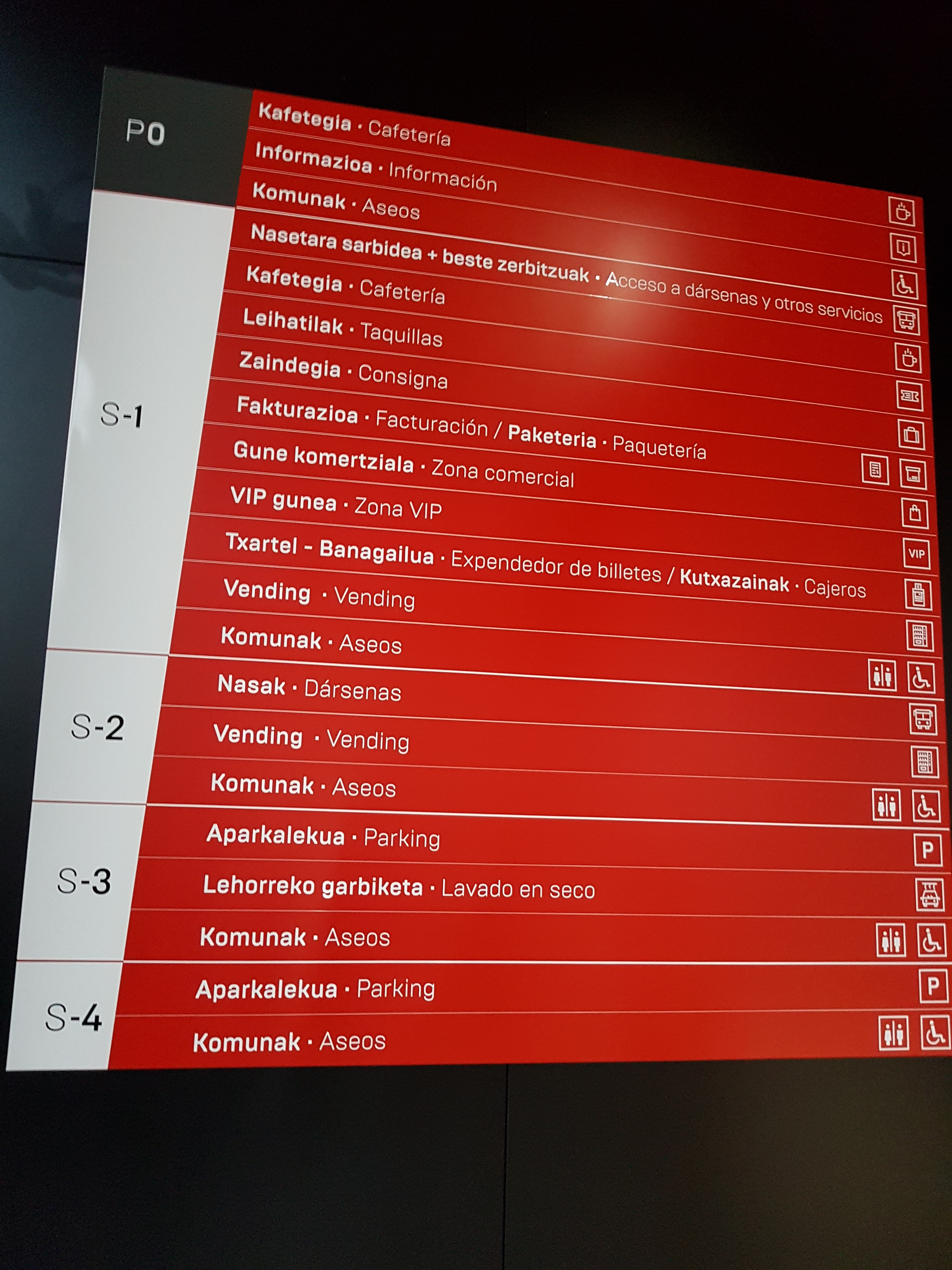
Señalización en la planta 0
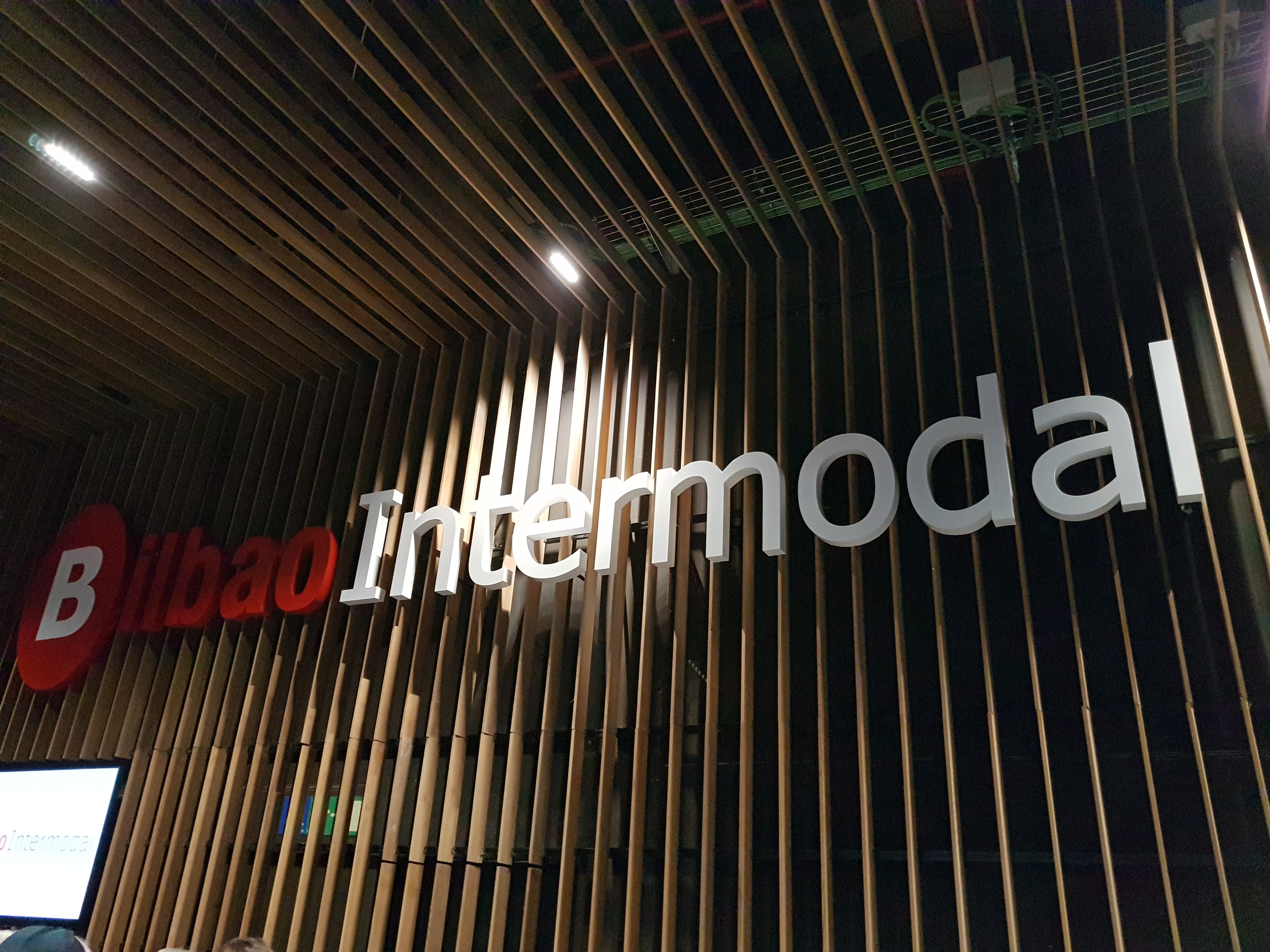
Vestíbulo de acceso desde la planta 0
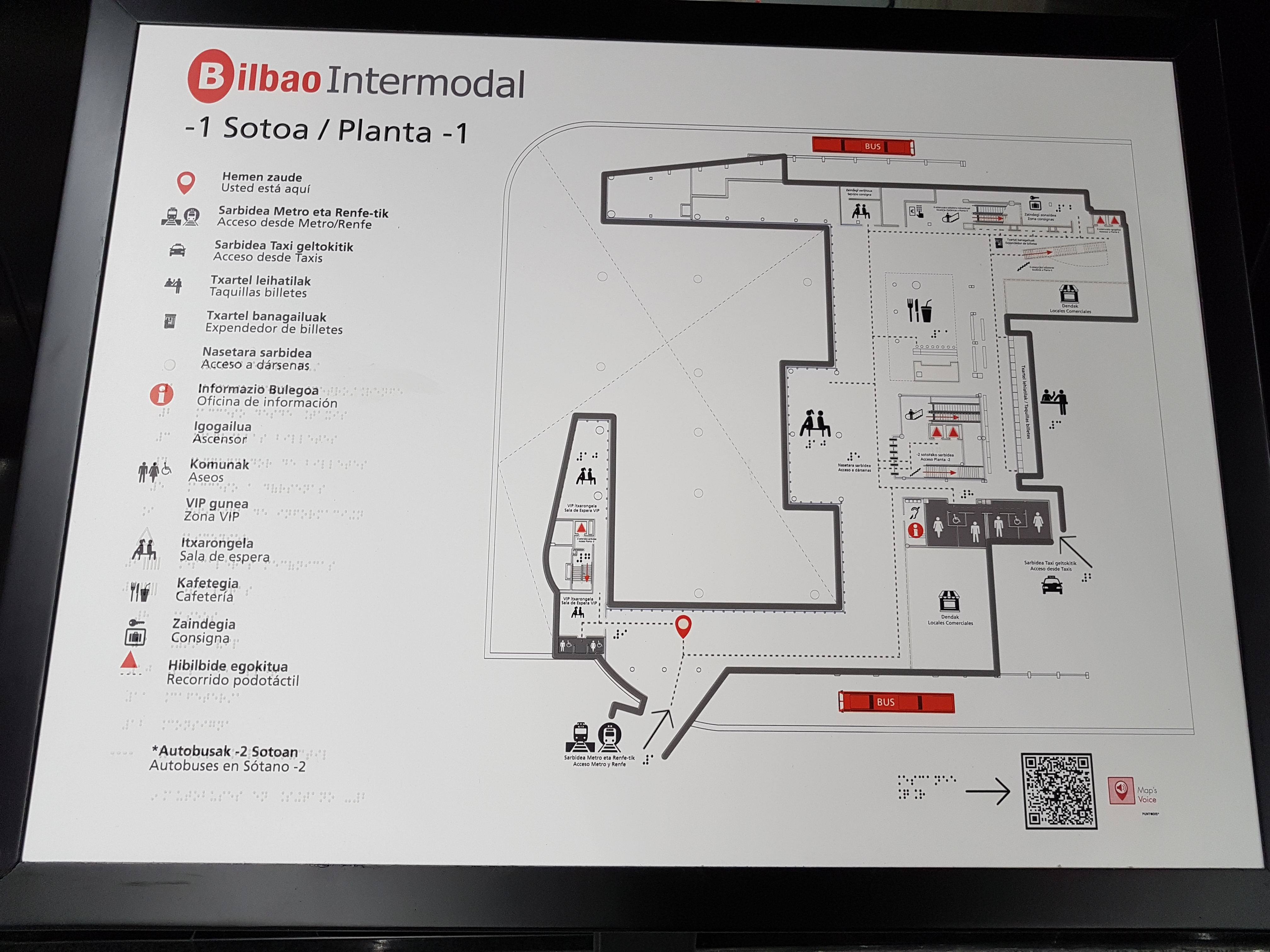
Señalización de la planta -1
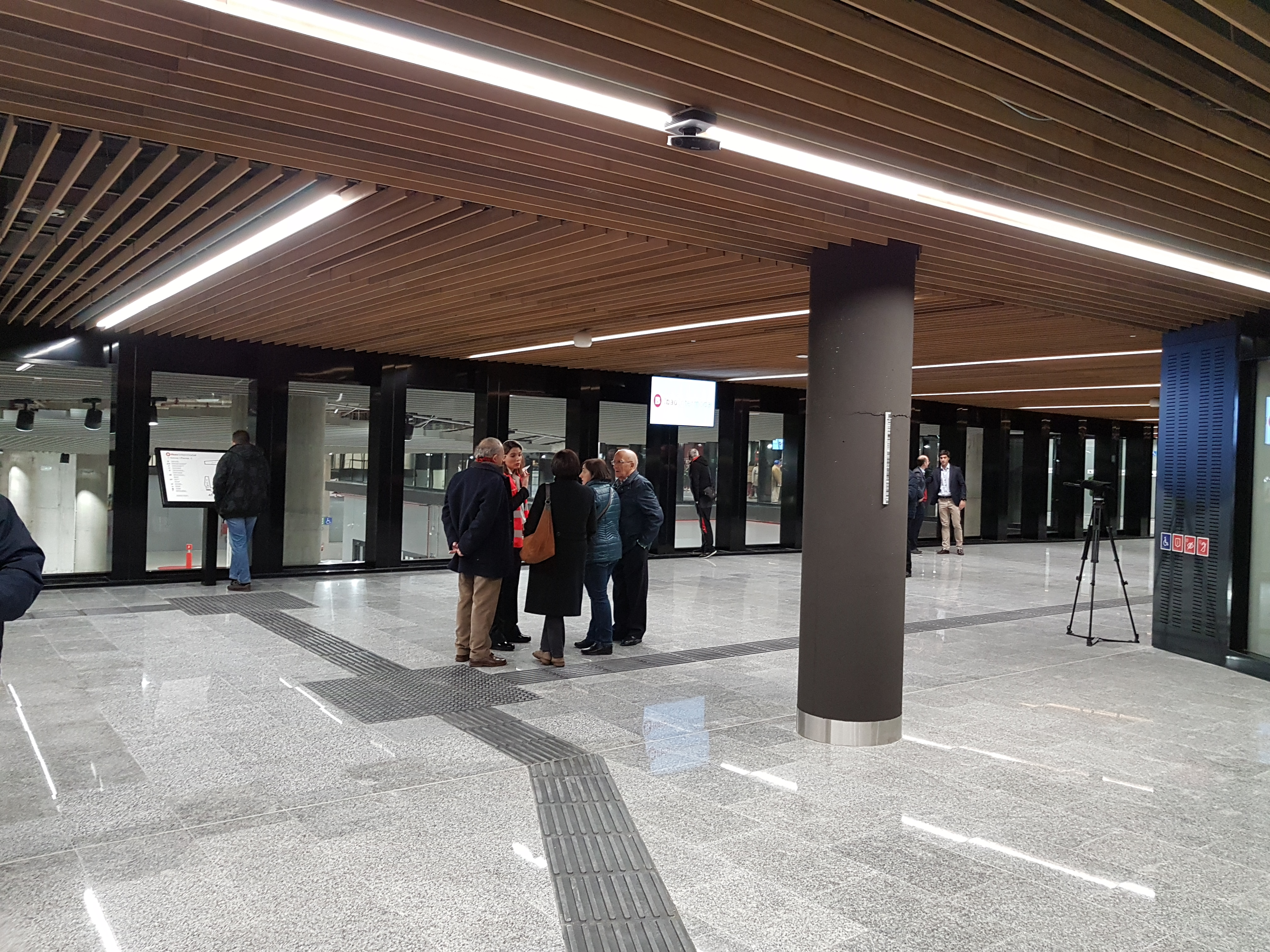
Mezzanine acristalada con vistas a la planta -2
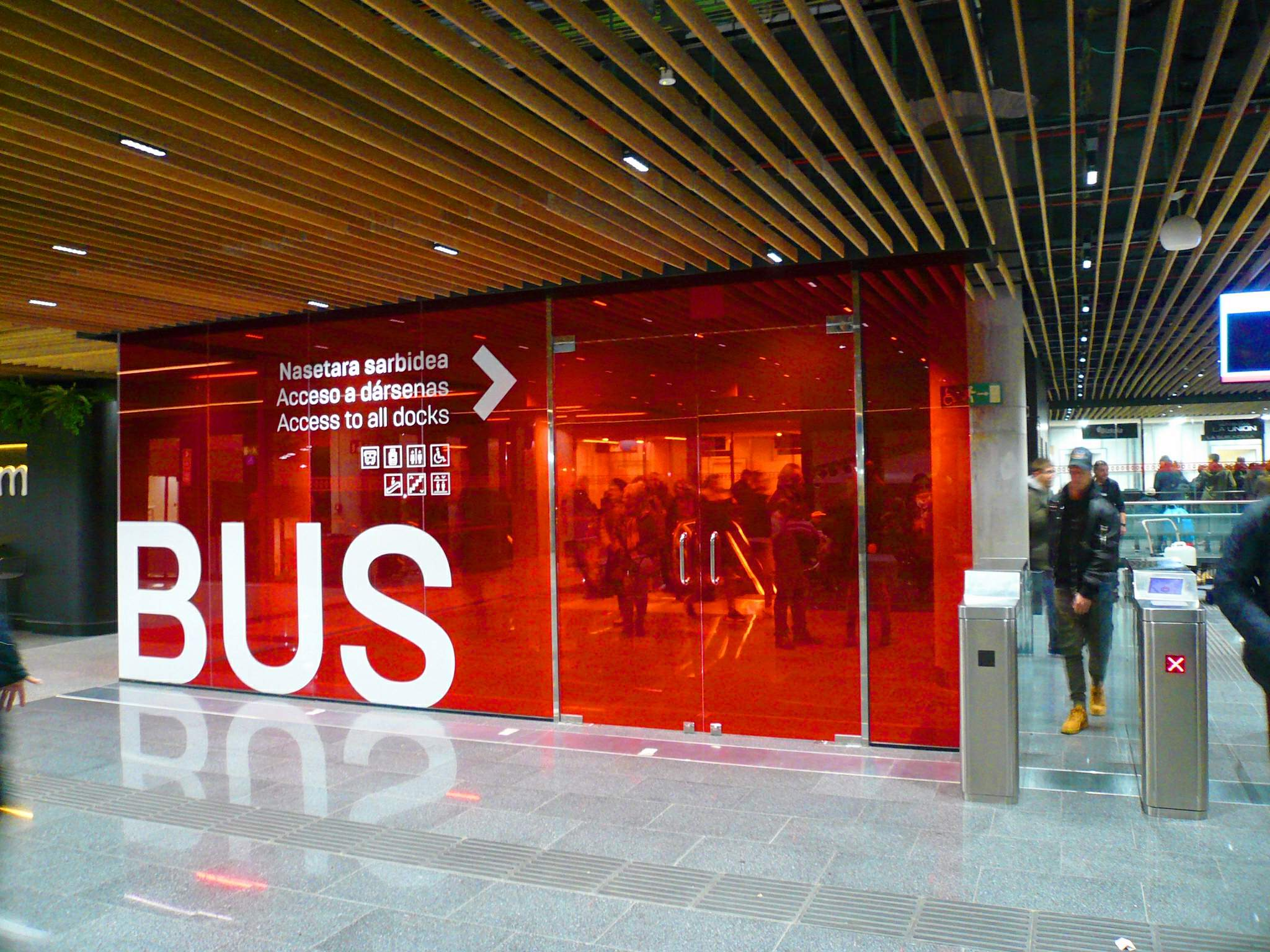
Acceso a dársenas